# Barry Spikings
Barry Spikings est un producteur de cinéma britannique né le 23 novembre 1939 à Boston, en Angleterre dans le Lincolnshire. Il est notamment connu pour avoir reçu en tant que producteur l'Oscar du meilleur film pour Voyage au bout de l'enfer.

## Carrière
Spikings commence à travailler dans les médias en faisant des piges pour un journal local. Quelques années plus tard, on le retrouve chez International Publishing Corporation (IPC) à Londres. Il entre en contact avec les studios hollywoodiens lorsque 20th Century Fox contacte IPC pour leur céder les droits sur leur catalogue de films, mais l'affaire ne se fait pas, faute d'expérience de sa part.
Peu après, il s'associe avec Stanley Baker et Michael Deeley et en 1972 ils rachètent British Lion, la dernière société indépendante de production cinématographique au Royaume-Uni,. Ils profitent dès lors des studios de Shepperton, propriété de British Lion, et Spikings mène des négociations avec les syndicats qui lui permettent d'ouvrir ces studios à d'autres sociétés de production. Ce redressement est remarqué par le président d'EMI Films (en), Lord Bernard Delfont, qui rachète British Lion en 1975. En 1980 Spikings succède à Delfont à la tête d'EMI Films, et devient aussi directeur des Studios d'Elstree.
Lorsqu'EMI est racheté, Spikings part travailler et vivre en Californie. En 1985 il crée Nelson Holdings International à Vancouver et l'année suivante rachète le catalogue d'Embassy Pictures à Coca-Cola, ce qui confère à ce holding les droits vidéo sur des films de la toute nouvelle société Castle Rock Entertainment.

## Filmographie
- 2013 : Du sang et des larmes de Peter Berg
- 1995 : Rangoon de John Boorman
- 1994 : There Goes My Baby de Floyd Mutrux
- 1994 : The Favor de Donald Petrie
- 1991 : La Prise de Beverly Hills de Sidney J. Furie
- 1991 : Les Aventures de Bill et Ted de Peter Hewitt
- 1990 : Texasville de Peter Bogdanovich
- 1978 : Le Convoi de Sam Peckinpah
- 1977 : Voyage au bout de l'enfer de Michael Cimino
- 1976 : L'Homme qui venait d'ailleurs de Nicolas Roeg
- 1975 : Conduct Unbecoming de Michael Anderson

## Distinctions
- Oscars 1979 : Oscar du meilleur film pour Voyage au bout de l'enfer, conjointement avec Michael Deeley, Michael Cimino et John Peverall